# Nodul rutier Cormontreuil
Nodul rutier Cormontreuil este un nod rutier situat pe teritoriul comunelor Reims și Cormontreuil din Champagne-Ardenne. Este format dintr-un ansamblu de bretele de acces și un sens giratoriu. Nodul rutier asigură conexiunea între autostrăzile A34 și A344 (fosta A4 care trece prin centrul orașului Reims) și deservirea sud-estului aglomerației din Reims prin drumurile departamentale RD8 și RD8e.

## Drumuri deservite
- A34: spre Metz/Lyon (sud-est) și spre Charleville-Mézières (nord);
- A344 (fosta A4): spre centrul orașului Reims (vest);
- RD8 și RD8e: deservesc Cormontreuil, Taissy și Louvois (sud).